# 陈燮荣
陈燮荣（英語：Chin Siat Yoon，1954年—），新加坡外交官，准将军衔。

## 生平
陈燮荣是一名科倫坡獎學金得主，畢業於墨爾本大學並且取得佛羅里達理工學院的物流碩士學位。他于1972年进入新加坡武装部队服役，曾任助理参谋长（后勤）、助理参谋长（情报）等职。1984年三军联合参谋部成立后，他出任三军情报局首任局长，为准将军衔。1989年，他曾前往美国约翰霍普金斯大学深造，取得國際公共政策碩士。1990年7月，他被借调至新加坡外交部。1995年12月退役。
他于1990年起开始担任新加坡外交官。1990年9月至1994年12月间，他出任新加坡驻泰国大使，同时兼驻缅甸、柬埔寨。1995年1月至1996年7月，担任新加坡驻台北贸易代表。1996年8月至1997年间，又任新加坡驻德国大使。1998年2月起，他出任新加坡驻华大使长达14年，直至2012年调任新加坡驻日本大使。2017年6月，他从驻日大使任上退休。

## 荣誉

### 新加坡勋章奖章
- 公共行政（银）奖章（军事）（英语：Pingat_Pentadbiran_Awam_(Tentera)）（1981年颁发[1]）
- 长期服务奖章（英语：Pingat Bakti Setia）（1998年颁发[3]）
- 公共行政（金）奖章（英语：Pingat Pentadbiran Awam）（2000年颁发[3]）
- 功绩奖章（2006年颁发[3]）
- 殊功勋章（2017年颁发[3]）

### 外国勋章奖章
- 二级军事功绩勋章（印度尼西亚，1989年颁发[1]）
- 旭日重光章（日本，2020年4月29日公布[4]）